# جائزة الروح المستقلة لأفضل أول فلم
جائزة الروح المستقلة لأفضل أول فيلم هي أحد جوائز الروح المستقلة وتمنح لأفضل لأفضل فيلم أو تجربة إخراجية لفيلم طويل للمخرج أو المنتج.